# Samos
Die griechische Insel Samos (griechisch Σάμος (f. sg.), türkisch Sisam) liegt in der östlichen Ägäis und ist der ionischen Küste Kleinasiens vorgelagert. Sie bildet seit 2011 den Regionalbezirk Samos (Περιφερειακή Ενότητα Σάμου Periferiakí Enótita Sámou) in der Region Nördliche Ägäis und ist seit 2019 in die beiden Gemeinden Anatoliki Samos und Dytiki Samos untergliedert. Die Insel hat 32.643 Einwohner (2021).
Hauptort ist die gleichnamige Stadt Samos, früher auch Kato Vathy (Κάτω Βαθύ) oder Limin Vatheos (Λιμήν Βαθέος) genannt.

## Geographie
Die Insel Samos liegt in der Ostägäis und ist der kleinasiatischen Küste vorgelagert. Im Südosten trennt die etwa 6 Kilometer lange und an der schmalsten Stelle nur 1,7 Kilometer breite Meerenge von Mykali (Στενό τής Μυκάλης, auch Meerenge von Samos, Στενό Σάμου; türkisch Dar Bogaz; antike Bezeichnung Epta stadia, Επτά στάδια) die Insel vom türkischen Festland. Gemeinsam mit Ikaria bildet Samos den nördlichen Abschluss der Südlichen Sporaden. Die kürzeste Verbindung zur Hauptinsel der Fourni-Inselgruppe beträgt von der Südwestküste weniger als 7 Kilometer. Ikaria liegt 19 Kilometer westlich, Chios 67 Kilometer nordwestlich, die Dodekanes-Inseln Agathonisi 19 Kilometer südlich und Patmos 35 Kilometer südwestlich.
Mit einer Fläche von 477,942 km² ist Samos die achtgrößte Insel Griechenlands. Vom Kap Katavasi (Ακρωτήρι Κατάβαση) im Westen bis zum Kap Gatos (Ακρωτήρι Γάτος) im Osten erreicht Samos seine maximale Länge von über 44,3 Kilometern. Die Breite beträgt in der Inselmitte zwischen dem Kavos Avlakia (Κάβος Αυλάκια) im Norden und dem Kavos Samiopoulas (Κάβος Σαμιοπούλας) an der Südküste 19 Kilometer und weniger als 5 Kilometer im Inselosten.
Das Relief der Insel ist zu über 60 % hügelig bis bergig mit Höhen zwischen 150 und 900 Metern. Der Gebirgsanteil mit Höhen über 900 Meter beträgt mehr als vier Prozent, dabei dominieren die beiden Massive des Kerkis (Κέρκης) und des Ambelos-Gebirges (Άμπελος). Flachland und Ebenen bis 150 Meter Höhe nehmen mit fast 160 km² nahezu ein Drittel der Inselfläche ein.
Das Kerkis-Massiv erhebt sich im Westen steil aus dem Meer und erreicht mit der Vigla (Βίγλα) eine Höhe von 1434 Metern. Die Ausläufer des zentral gelegenen Ambelos-Gebirges (Άμπελος), mit dem 1153 Meter hohen Karvounis (Καρβούνης) als höchstem Berg reichen im Norden und Süden bis zur Küste. Im äußersten Osten steigt das Bergmassiv des Thios auf 453 Meter an.
Im Nordwesten liegt zwischen Kerkis-Massiv und Ambelos-Gebirge die Ebene von Karlovasi. An die südöstlichen Ausläufer des Ambelos-Gebirges grenzt die weiteste Ebene der Insel, die Ebene von Chora (Κάμπος Χώρας, Kambos Choras) an, weiter östlich folgt die Ebene von Mesokambos. Die Vlamari Hochebene (Βλαμάρη) liegt östlich von Vathy.
Obwohl der Küstenverlauf nur schwach gegliedert ist, verfügt die Insel über einige geschützte Häfen. Auf der Südseite liegen zwei große offene Buchten, der Golf von Marathokambos (Κόλπος του Μαραθόκαμπου) im Südwesten und im Südosten der Golf von Pythagorio (Κόλπος του Πυθαγορείου), auch Bucht von Tigani (Όρμος Τηγάνι) genannt. Im Nordosten bildet der etwa 5 km tief eingeschnittene und 1 km breite Golf von Vathy (Kolpos Vatheos Κόλπος Βαθέος, auch Golf von Samos) einen der größten Naturhäfen der Ägäis.
Im Nordosten sind der Küste einige unbewohnte Inseln vorgelagert. Die bewohnte Insel Samiopoula liegt vor der Südküste.

### Klima
Das Klima von Samos ist gekennzeichnet von milden, regenreichen Wintern und warmen, trockenen Sommern. Es wird dem Csa-Klima zugeordnet. Der kontinentale Einfluss des kleinasiatischen Festlandes zeigt sich an höheren Niederschlagsmengen sowie kalten Winden im Winter. In Verbindung mit einer Luftfeuchtigkeit von 65 % können dann Frosttage auftreten. Durch die langsame Erwärmung von Januar bis März sowie höhere sommerliche Durchschnittstemperaturen gegenüber dem kleinasiatischen Festland ist der ozeanische Charakter der Insel zu erkennen.
Die Jahresdurchschnittstemperatur auf Samos liegt bei 19,3 °C. Die sommerliche Durchschnittstemperatur beträgt 25,8 °C im Juli, die Durchschnittstemperatur im Januar liegt bei 10,8 °C. Im Juli und August können die Tageshöchsttemperaturen mehr als 40 °C erreichen. Allerdings verursacht besonders in den Küstengebieten die Meeresbrise einen signifikanten Abfall der Temperatur. Im Zeitraum von 1955 bis 1997 lag bei der Wetterstation am Flughafen die absolute Höchsttemperatur bei 41 °C, die absolute Tiefsttemperatur bei −3,4 °C.
Aufgrund der hohen Berge und der Nähe zum kleinasiatischen Festland ist die Niederschlagsmenge von Samos und der Nachbarinsel Ikaria im Vergleich zu anderen Ägäisinseln hoch, sie ist mit der Niederschlagsmenge Westgriechenlands vergleichbar. Die Niederschlagsverteilung ist regional und saisonal unterschiedlich. Während im Zeitraum von 1955 bis 1997 die Wetterstation beim Flughafen auf der regenärmeren Südseite 709 mm verzeichnete, erreichten sie von 1987 bis 1992 bei der Wetterstation Ydroussa auf 210 Meter Höhe im Inselnorden 917 mm. In höheren Lagen sind Werte über 1000 mm zu erwarten. Die jahreszeitliche Niederschlagsverteilung ist klimatypisch. Die Niederschläge konzentrieren sich auf die nass-kalte Jahreszeit, mit durchschnittlich 169 mm im Dezember als Spitzenwert. Während der letzten Jahre ist eine deutliche Abnahme der winterlichen Niederschlagsmenge zu verzeichnen. Der Sommer ist von einer fünfeinhalb bis sechsmonatigen Trockenperiode geprägt, das durchschnittliche Niederschlagsminimum beträgt 0,4 mm im August. Die seltenen Schneefälle beschränken sich auf maximal zwei Tage pro Jahr.
Auf Samos herrschen nördliche Winde vor. Der Meltemi weht in den Monaten Juli und August konstant aus nördlichen Richtungen. Die Winde im November und Dezember können durchaus Sturmcharakter erreichen.
Samos zählt zu den sonnenreichsten Gebieten Griechenlands, die jährliche Sonnenscheindauer beträgt 2884,8 Stunden.
|                       | Jan   | Feb   | Mär  | Apr  | Mai  | Jun  | Jul  | Aug  | Sep  | Okt  | Nov   | Dez   |   |      |
| Mittl. Tagesmax. (°C) | 13,4  | 13,2  | 15,6 | 19,5 | 24,6 | 29,7 | 32,5 | 32,2 | 28,6 | 23,3 | 17,8  | 14,9  | ⌀ | 22,2 |
| Mittl. Tagesmin. (°C) | 6,9   | 6,5   | 7,9  | 10,5 | 14,3 | 18,6 | 22,2 | 22,1 | 18,8 | 15,0 | 10,7  | 8,5   | ⌀ | 13,5 |
|                       |       |       |      |      |      |      |      |      |      |      |       |       |   |      |
| Niederschlag (mm)     | 133,1 | 104,7 | 87,9 | 43,2 | 19,5 | 1,8  | 0,5  | 0,7  | 16,9 | 32,8 | 103,9 | 164,0 | Σ | 709  |
|                       |       |       |      |      |      |      |      |      |      |      |       |       |   |      |
| Regentage (d)         | 12,4  | 10,4  | 8,6  | 7,4  | 4,0  | 1,1  | 0,2  | 0,1  | 1,4  | 4,6  | 9,3   | 13,7  | Σ | 73,2 |

| 6,9 |

| 6,5 |

| 7,9 |

| 10,5 |

| 14,3 |

| 18,6 |

| 22,2 |

| 22,1 |

| 18,8 |

| 15,0 |

| 10,7 |

| 8,5 |

| 6,9 |

| 6,5 |

| 7,9 |

| 10,5 |

| 14,3 |

| 18,6 |

| 22,2 |

| 22,1 |

| 18,8 |

| 15,0 |

| 10,7 |

| 8,5 |

### Fauna
Auf Samos überwintern Flamingos. Sie erreichen die Insel meist im Oktober, manchmal erst im November, also zum Ende der Tourismus-Saison. Auf der Insel gibt es insgesamt fünf verschiedene Eulen-Arten.
Eine wichtige Säugetierart ist der Goldschakal, dessen Bestände sich seit der Jahrtausendwende zu erholen begannen, während es auf der Insel keine Füchse gibt.
Auf Samos wurden 4 Amphibien- und 24 Reptilien-Arten nachgewiesen:
An Amphibien finden sich die Erd- und die Wechselkröte sowie der Europäische Laubfrosch und der Türkische Wasserfrosch.
An Schildkröten finden sich die Maurische sowie die Westkaspische Schildkröte, dann die Europäische Sumpfschildkröte und die (unerwünschte) Nordamerikanische Buchstaben-Schmuckschildkröte.
Hinzu kommen je eine Agamen-, Chamäleon- und Geckoart, nämlich der Hardun, das Gewöhnliche Chamäleon und der Europäische Halbfinger.
An Eidechsen finden sich die Nordwestanatolische, die Westliche Riesensmaragd- und die Johannisechse sowie das Europäische Schlangenauge. 
Außerdem finden sich Skinke, wie die Goldmabuye, Schleichen wie die Panzerschleiche und eine Reihe von Schlangen wie das Blödauge oder die Westliche Sandboa, vor allem aber Nattern wie die Östliche Eidechsennatter, die Ringel- und die Balkan-Springnatter sowie die Kopfbinden-Zwergnatter und die Münzennatter, die Schlank- und die Europäische Katzennatter, die Leopardnatter und schließlich die Kleinasiatische Bergotter.

## Verwaltungsgliederung
Die Insel Samos bildete vor 1997 eine gleichnamige Provinz (gr. eparchia). Mit der Umsetzung der Gemeindereform nach dem Kapodistrias-Programm im Jahr 1997 wurden die bis dato 35 Gemeinden zu insgesamt vier Gemeinden fusioniert. Zum 1. Januar 2011 führte das Kallikratis-Programm diese vier Gemeinden der Insel zur neu geschaffenen Gemeinde Samos (Δήμος Σάμου Dímos Sámou) zusammen, Verwaltungssitz war die Stadt Samos. Diese Gemeinde wurde 2019 in die beiden Gemeinden Anatoliki Samos und Dytiki Samos aufgetrennt mit jeweils zwei Gemeindebezirken. Die alten 35 Gemeinden wählen als Stadtbezirke bzw. Ortsgemeinschaften eigene lokale Vertretungen.
| Gemeinde        | Gemeindebezirk | griechischer Name               | Code   | Fläche (km²) | Einwohner 2001 | Einwohner 2011 | Einwohner 2021 | Stadtbezirke / Ortsgemeinschaften (Δημοτική /Τοπική Κοινότητα)                                            | Lage |
| --------------- | -------------- | ------------------------------- | ------ | ------------ | -------------- | -------------- | -------------- | --- | ---- |
| Anatoliki Samos | Vathy          | Δημοτική Ενότητα Βαθέος (Σάμου) | 560101 | 126,921      | 12.384         | 12.517         | 12.506         | Samos, Agios Konstantinos, Ambelos, Vathy, Vourliotes, Kokkari, Manolates, Paleokastro, Stavrinides       |      |
| Dytiki Samos    | Karlovasia     | Δημοτική Ενότητα Καρλοβασίων    | 560201 | 100,619      | 09.590         | 09.855         | 010.222        | Neo Karlovasi, Agii Theodori, Drakei, Kastania, Kondeika, Kondakeika, Kosmadei, Leka, Platanos, Ydroussa  |      |
| Dytiki Samos    | Marathokambos  | Δημοτική Ενότητα Μαραθοκάμπου   | 560202 | 086,883      | 02.837         | 02.609         | 02.401         | Marathokambos, Kallithea, Koumeika, Neochori, Skoureika                                                   |      |
| Anatoliki Samos | Pythagorio     | Δημοτική Ενότητα Πυθαγορείου    | 560104 | 165,635      | 09.003         | 07.996         | 07.517         | Pythagorio, Koumaradei, Mavratzei, Mesogio, Myli, Mytilinii, Pagondas, Pandroso, Pyrgos, Spatharei, Chora |      |
| Gesamt          | Gesamt         | Gesamt                          | 5601   | 480,058      | 33.814         | 32.977         | 32.643         | |      |

## Geschichte

### Anfänge
Wie archäologische Ausgrabungen belegen, erfolgte die Besiedelung von Samos mindestens ab dem Spätneolithikum. Der Fundort von Kastro Tigani bei Pythagorio wird ins 4. Jahrtausend v. Chr. datiert. Von den ersten Siedlern wurden die fruchtbaren Küstenebenen im Südosten bevorzugt. Die frühbronzezeitliche Siedlung Heraion befand sich an der Südküste am Golf von Pythagorio. Diese Siedlung lag auf einem flachen Hügel zwischen zwei Flussarmen am Unterlauf Imvrasos. Mit einer Gesamtfläche von etwa 3,5 Hektar zählt sie zu den größten bekannten Siedlungen in der Ostägäis. Ab etwa 2600 v. Chr. können sechs Architekturphasen nachgewiesen werden. Bereits in der ältesten Siedlungsphase ist eine Befestigungsmauer mit Bastion nachgewiesen. Heraion II wurde durch ein Erdbeben und Heraion IV durch eine Brandkatastrophe zerstört.

### Griechische Antike

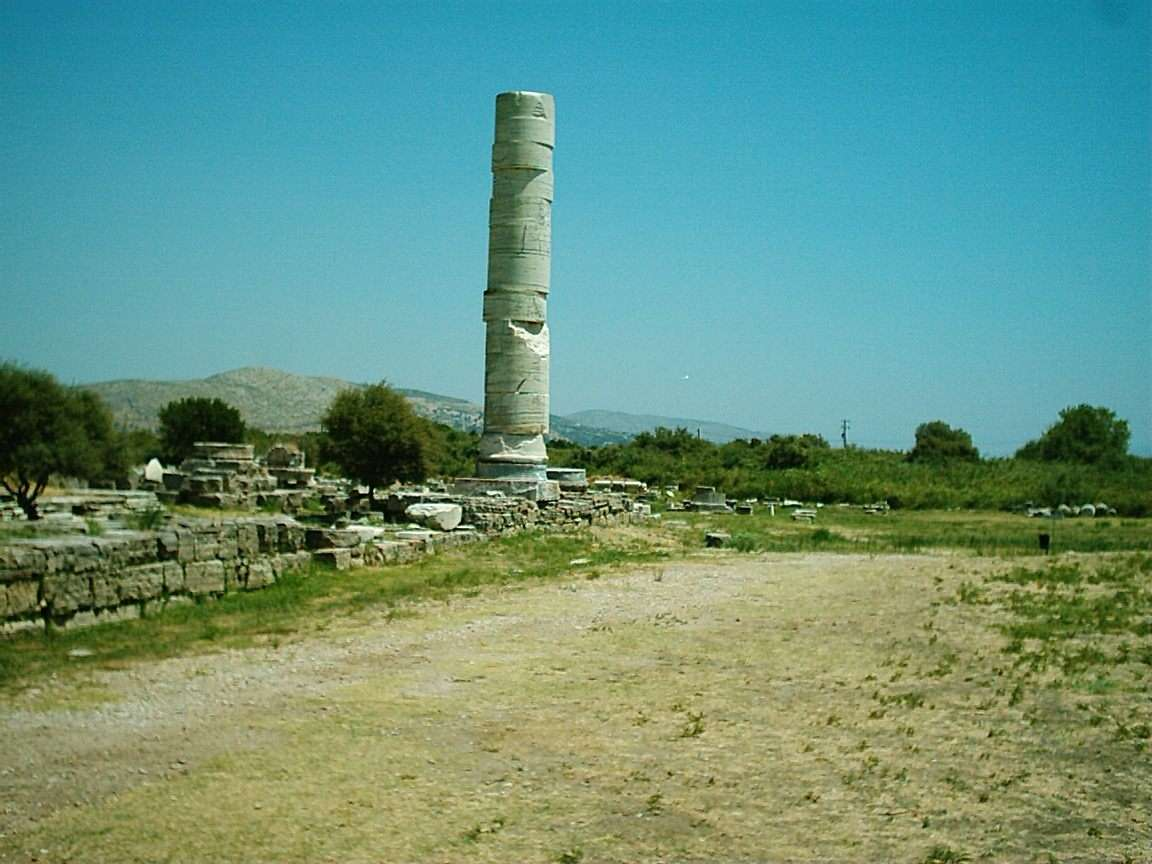
Einzige noch stehende Säule des Heratempels

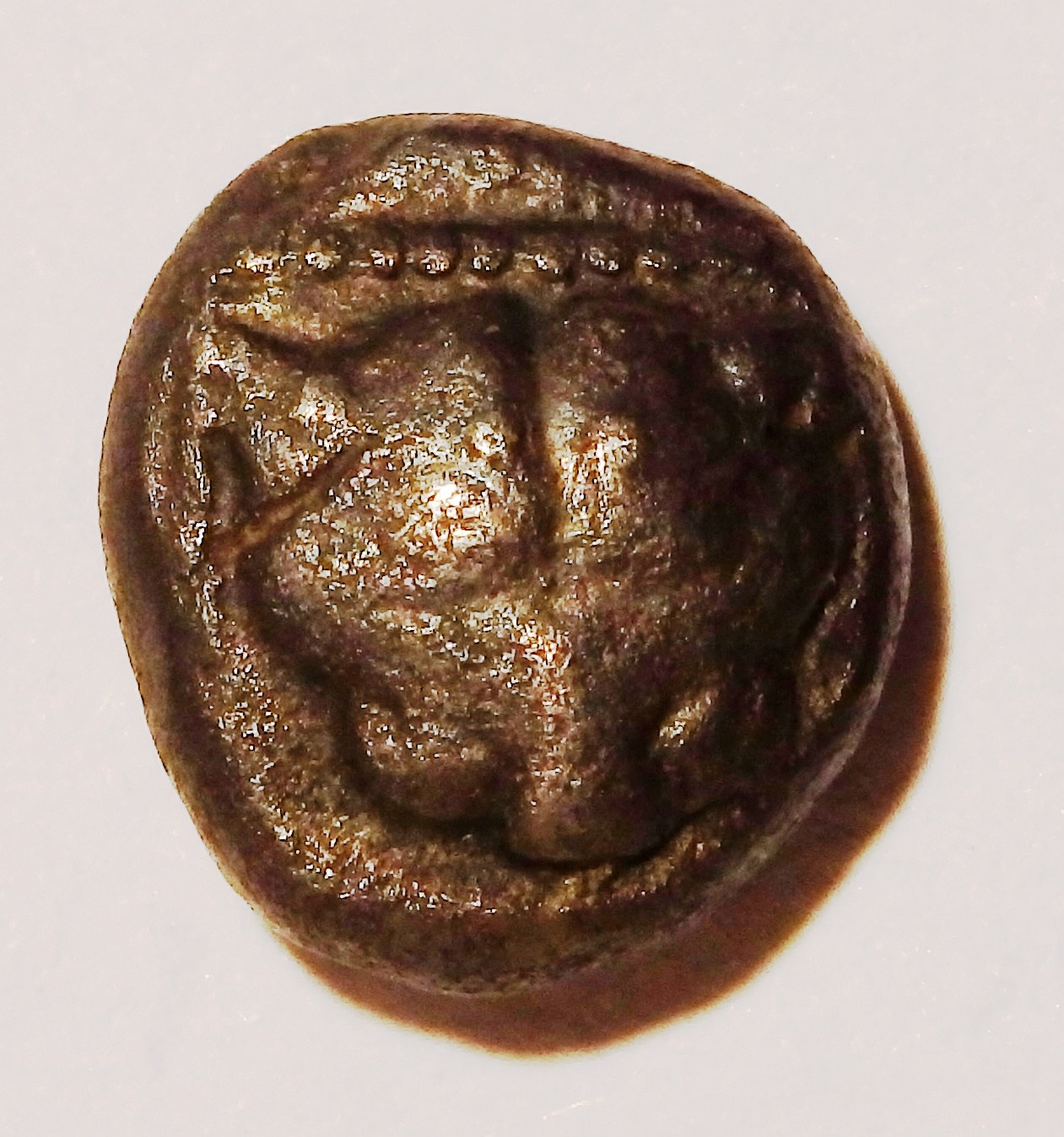
Diobol aus Samos mit Löwenskalp, 5. Jahrhundert v. Chr. geprägt

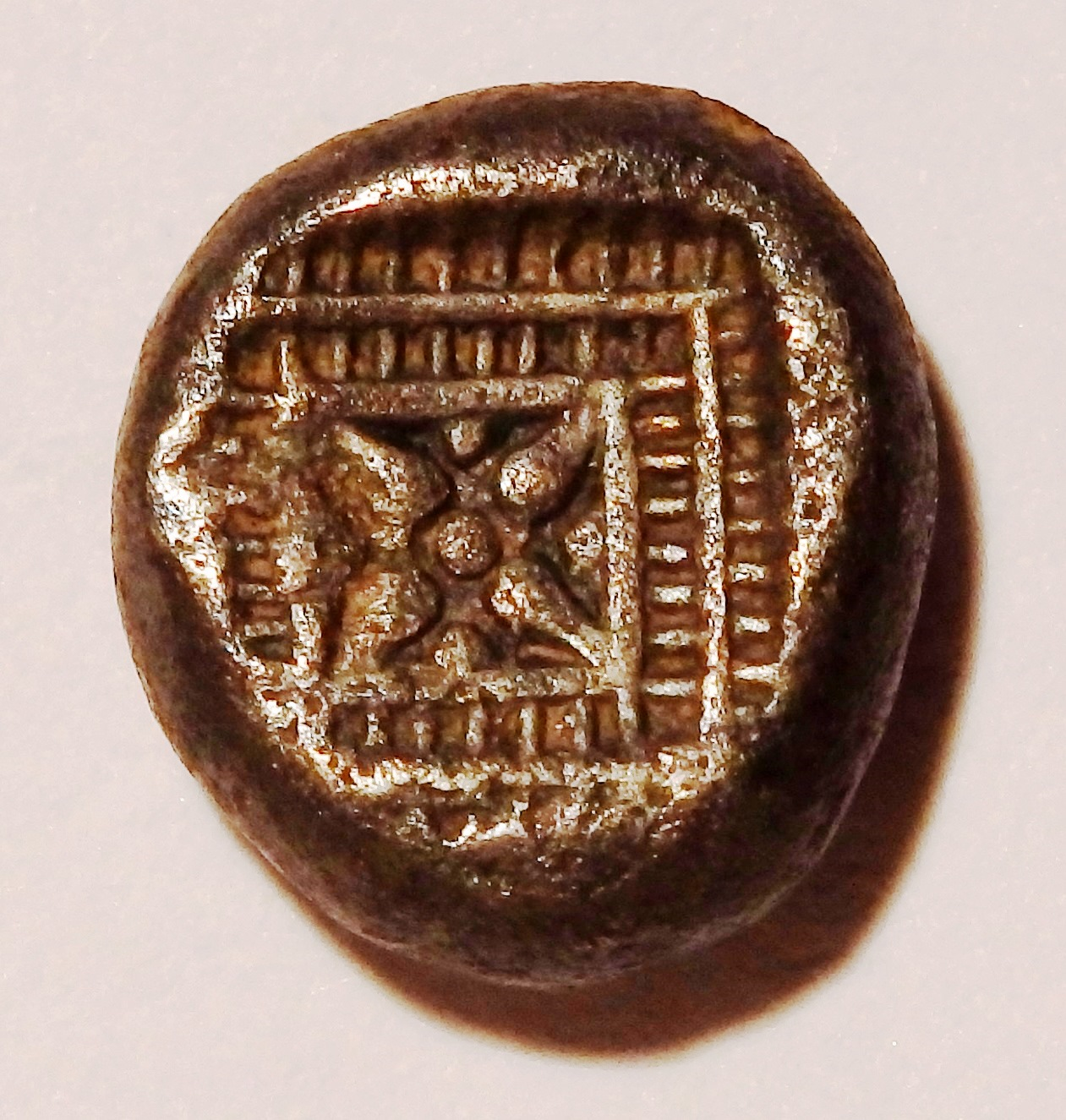
Rückseite dieses Diobols mit verziertem Quadratum incusum

In der Antike war Samos ein wichtiges Handelszentrum und für die Schifffahrt von großer Bedeutung. Sie wurde mit Beinamen wie Anthemis, die „Blühende“; Pitioussa, die „Pinieninsel“; Dryoussa, die „Eicheninsel“; Kyparissia, die „Zypresseninsel“; Phillas, die „Laubreiche“, sowie Parthenia, die „Jungfräuliche“, und Parthenoaroussa bezeichnet.
Die Insel war außerdem für ihre rote, glänzende Keramik berühmt, die die Römer in ihren so genannten „Samischen Tonwaren“ (Terra Sigillata) nachahmten. Besonders mächtig war die Insel unter Polykrates (532–522 v. Chr.), der dort eine bedeutende Seeherrschaft gründete, schließlich aber vom persischen Satrapen Oroites durch trügerische Versprechungen nach Kleinasien gelockt und hingerichtet wurde. Sein Bruder Syloson unterjochte später die Insel mit persischer Hilfe und beherrschte sie nach grausamer Verwüstung als persischer Satrap. Der Baumeister Mandrokles, der – wie Herodot berichtet – für den persischen Großkönig Dareios I. eine Schiffsbrücke über den Bosporus baute und damit seinem Heer 493 v. Chr. den Weg nach Griechenland öffnete, stammte von Samos.
479 v. Chr. wurde die Insel nach der Schlacht von Mykale von der persischen Herrschaft frei und im gleichen Jahr Mitglied des 1. Attischen Seebundes als nicht steuerzahlendes Glied. Der Aufstand der Inselbewohner im Jahr 440 v. Chr. wurde von Perikles niedergeschlagen, Samos wurde wieder zu einem Vasallen Athens. Während des Peloponnesischen Krieges (431–404 v. Chr.) stand Samos daher auf dessen Seite gegen Sparta und stellte seinen Hafen der athenischen Flotte zur Verfügung. In den späteren Kriegsjahren erhielt Samos deshalb seine Privilegien zurück. Samos fiel im Jahr 387 v. Chr. erneut an Persien, wurde jedoch 366 v. Chr. von Athen zurückerobert.
365 v. Chr. eroberte der attische Feldherr Timotheos nach zehn Monaten Belagerung die Hauptstadt, vertrieb die gesamte Bevölkerung und besetzte die Insel mit attischen Kleruchen, welche hier, wie Inschriften zeigen, ein eigenes Gemeinwesen mit besonderen Beamten bildeten. Erst nach dem Tod Alexanders des Großen wurde die Insel durch Perdikkas den Samiern zurückgegeben (322 v. Chr.).
Im Zeitalter des Hellenismus gehörte Samos zunächst zum Herrschaftsgebiet des Antigonos Monophthalmos, dann zu dem des Lysimachos und gelangte daraufhin für längere Zeit zum ptolemäischen Ägypten, für das die Insel ein wichtiger Flottenstützpunkt war. Mit Antiochos dem Großen und Mithridates kämpfte sie gegen Rom und wurde 84 v. Chr. mit der römischen Provinz Asien vereinigt.

### Römische und byzantinische Zeit
Damit war sie Teil des Römischen Reiches. Kaiser Augustus befand sich im Winter 31/30 und erneut 21/20 auf Samos und erklärte das dortige Gemeinwesen bei seinem zweiten Aufenthalt für „frei“. Diese Freiheit wurde ihm bereits in der zweiten Hälfte des 1. Jahrhunderts n. Chr. wieder durch Kaiser Vespasian entzogen. Bis in die Mitte des 3. Jahrhunderts n. Chr., in die Regierungszeit des Kaisers Gallienus, wurden eigene Münzen geprägt.
Ab der Reichsreform Diokletians Ende des 3. Jahrhunderts gehörte Samos zur provincia insularum, die nach der Reichsteilung von 395 zum Oströmischen (später Byzantinischen) Reich gehörte. 1304–1329 und 1346–1475 war sie genuesische Kolonie, bis sie an das Osmanische Reich fiel. Unter osmanischer Herrschaft wurde die Insel türkisch Sisam adası genannt.

### Osmanische Herrschaft
Nach dem Fall von Konstantinopel konnte Genua keine Sicherheit mehr bieten. Ständige Piratenüberfälle und der Druck des Osmanischen Reiches veranlassten Genua 1475, viele Kolonien und Niederlassungen im Schwarzen Meer und in der Ägäis, darunter Samos, aufzugeben. Daraufhin verließen fast alle Bewohner die Insel und siedelten sich in der genuesischen Kolonie Chios, teilweise auch in Kleinasien an. Mit der Abwanderung ging die Ausbreitung der Pest einher. Die Insel war nahezu unbewohnt und fiel vermutlich 1479 endgültig unter osmanische Herrschaft. Die wenigen Zurückgebliebenen lebten versteckt in den Bergen und waren wahrscheinlich gegenüber dem Osmanischen Reich tributpflichtig.
Mitte des 16. Jahrhunderts konnten Stabilität und bessere Lebensumstände gewährt werden. Nachdem mehrere Versuche einer Wiederbesiedelung erfolglos geblieben waren, steuerte der Sultan die Besiedlungspolitik in eine neue Richtung. So wurden dem Verwalter der Insel, Admiral Kilic Ali Pascha lebenslang sämtliche Steuereinnahmen zugesichert. Innerhalb des Osmanischen Reiches wurde Samos autonom verwaltet, staatsrechtlich war es suzerän. An der Wiederbesiedlung von Samos waren Nachfahren der nach Chios ausgewanderten Samioten, sogenannte Chiosamii (Χιοσάμιοι) maßgeblich beteiligt. Den Siedlern wurde im Gegenzug Landbesitz und Steuerfreiheit für sieben Jahre gewährt und der Insel anschließend eine reduzierte Gesamtsteuer auferlegt. Dieses System funktionierte mit zwei Unterbrechungen bis zur Revolution von 1821. Infolge des Russisch-Türkischen Krieges kam die Insel von 1771 bis 1774 zu Russland. 1807 bis 1812 führte ein Wechsel durch fortschrittliche Kräfte (Carmagnoles auch Karmanioles) für kurze Zeit zu Änderungen in der Verwaltung, der Steuer- und Wirtschaftspolitik.
Aus der Morphologie der Insel und der Lage der verstreut liegenden Siedlungen hat sich die Aufteilung der Insel in vier Gemeindebezirke bis heute erhalten.
Als Ergebnis des Russisch-Türkischen Krieges konnten im Friedensvertrag von Küçük Kaynarca vorteilhafte Bedingungen für die Seefahrt und den Handel erreicht werden. Kaufleuten aus Samos war es möglich, die Hauptprodukte Olivenöl und Wein zuerst in den Häfen von Smyrna und Konstantinopel, später auch in Russland und Ägypten und zum Ende des 18. Jahrhunderts auch in Europa, vorwiegend in Frankreich, zu handeln. Durch die Kontakte mit den europäischen Häfen griffen Kaufleute die fortschrittlichen Ideen der Aufklärung und der Französischen Revolution auf und verbreiteten sie. Im späten 18. und frühen 19. Jahrhundert orientierten sich die am Meer entstandenen Siedlungen am Handel und den Möglichkeiten, die die Lage am Meer bot. Eine dieser Siedlungen war der Hafen von Samos (Limin Vatheos, Λιμήν Βαθέος), wo sich hauptsächlich Kaufleute von den ionischen Inseln niederließen. Schiffseigner und Kaufleute waren auch am Warenaustausch mit einheimischen Händlern und Landwirten interessiert, was aber vom bestehenden System unterdrückt wurde. Durch den Kontakt mit den Kaufleuten formierte sich eine Gruppe, sogenannte Carmagnoles, die fortschrittliche Ideen unterstützte und das bestehende System bekämpfte. Sie vertraten die Ideale von freien und gebildeten Menschen, die sich in einer demokratischen Gesellschaft verwirklichen können. Gegenspieler waren konservative Kräfte, sogenannte Kallikantzari, die am bestehenden System festhielten und mit der türkischen Administration der Insel zusammenarbeiteten. Der intensive Konflikt zwischen Carmagnoles und Kallikantzari in den sozialen und politischen Auseinandersetzungen dauerte viele Jahre und endete mit dem Sieg der Carmagnoles, die von 1807 bis 1812 das bestehende System umgestalteten. Eine demokratische Versammlung entschied über politische Belange. Die politischen Ziele waren Gerechtigkeit, Meinungsfreiheit, Solidarität und Volksherrschaft, ihr Führer war Georgios Logothetis. Die Carmagnoles wurden 1812 entmachtet, Logothetis verfolgt. In der Revolution von 1821 übernahm er wieder eine führende Rolle auf der Insel.

### Griechische Revolution

Flagge des Fürstentums Samos

Im griechischen Freiheitskampf ab 1821 errangen die Griechen hier unter Kanaris einen bedeutenden Seesieg über die Türken (1824). Nach dem Londoner Protokoll von 1829 wurde Samos 1830 den Türken zurückgegeben und am 11. Dezember 1832 zur Hauptstadt eines tributpflichtigen Fürstentums gemacht. Die Insel gehörte ab 1832 in relativer Unabhängigkeit zum türkischen Vilajet Dschesair. Die Verwaltung wurde der Insel übertragen. Sie war jedoch an die Zahlung von Zöllen an die Türkei gebunden.

### 20. Jahrhundert
Samos wurde am 11. August 1904 von einem schweren Erdbeben mit der Stärke von 6,2 auf der Richter-Skala erschüttert: das Erdbeben kostete vier Menschenleben und zerstörte 540 Häuser auf der Insel.
1908 rebellierten die Bewohner Samos'. Bei der Bekämpfung der Aufständischen wurde der türkische Kreuzer Hamidiye eingesetzt. Fürst Andreas Kopasis, der eine anti-griechische Haltung hatte, wurde am 22. Mai 1912 ermordet. Sein Nachfolger war der pro-griechische Gregory Vegleris. Nachdem im Verlauf des Italienisch-Türkischen Krieges die Dodekanes-Inseln von Italien besetzt worden waren, zogen sich im Mai 1912 die türkischen Truppen von der Insel zurück. Unter Themistoklis Sofoulis rebellierten die Griechen erneut und Vegleris musste fliehen. Am 11. November 1912 erfolgte die Proklamation des Anschlusses von Samos an das Königreich Griechenland. Als Ergebnis der Balkankriege wurde Samos 1913 Teil von Griechenland. 1925 wurde kurz über eine Unabhängigkeit der Insel nachgedacht.
Die Insel wurde im Zweiten Weltkrieg durch italienische Truppen besetzt. Am 30. August 1943 wurden in Kastania 27 griechische Widerstandskämpfer (Andartes) hingerichtet. Samos wurde im September 1943 durch englische Truppen besetzt. Die Städte Samos / Vathy und Pythagorio wurden im Verlauf der Schlacht um die Ägäis am 17. November 1943 durch deutsche Fliegerstaffeln bombardiert und am 21. November 1943 wurde die Insel kampflos von der Strafdivision 999, die aus ehemaligen Zuchthäuslern, Konzentrationslagerinsassen und politischen Oppositionellen bestand, eingenommen. Nach dem anstrengenden Bau von Stellungen in den oft felsigen Küstenregionen begann für die 999er auf der Insel trotz Malariagefahr eine relativ ruhige Zeit, zumal in den ersten Monaten trotz der Nachschubprobleme die Versorgung noch gewährleistet war, da sich auf den Inseln noch große Mengen an Proviant und Ausrüstungsgegenständen aus der Zeit der italienischen bzw. englischen Besatzung befanden. Allerdings waren nach einiger Zeit viele Soldaten der Truppe, besonders die Kriminellen, aufgrund des hohen Weinkonsums demoralisiert. Sie benahmen sich wie eine Räuberbande, plünderten die Bevölkerung aus, darunter auch Frauen und Mädchen. Es kam zu Rücksichtslosigkeiten und Überfällen, die umso schwerer waren, als große Teile der Inselbevölkerung an Hunger litten. Aufgrund der deutschen Besatzung war der Austausch der handwerklichen und landwirtschaftlichen Produktion wie Oliven, Tabak, Mandarinen und Mandeln über die Seewege weitgehend unterbunden.  Nach Albert Goldenstedt kam es vereinzelt zu Ermordungen von Inselbewohnern durch die Gestapo. So wurde ein Eselstreiber, der angeblich verdächtiges Kartenmaterial transportiert hatte, zu Tode gefoltert.
Die 999er blieben bis zur deutschen Kapitulation im Mai 1945 auf der Insel.

### 21. Jahrhundert
Im Zuge der Flüchtlingskrise in Europa ab 2015 nahm Samos 3000 Flüchtlinge auf. Aufgrund der Nähe zum türkischen Festland entwickelte sich die Insel zum Hotspot. Auf der Insel, die mit Unterkünften für ca. 650 Flüchtlinge ausgelegt ist, warteten nach Angaben des griechischen Migrationsministeriums im April 2019 ca. 3800 Menschen auf einen Asylbescheid. Da das Flüchtlingslager auf Samos nicht für diese Zahl ausgelegt ist und damit nicht alle Menschen unterbringen kann, entstanden von den Flüchtlingen selbstgebaute Flüchtlingslager, in denen Recherchen zufolge gesetzlose, menschenunwürdige Zustände herrschen. Die Ärzte ohne Grenzen beurteilte die Situation auf Samos im Zusammenhang mit der Flüchtlingskrise als „außer Kontrolle geraten“. Im September 2021 wurde auf Samos ein offiziell als Closed Controlled Access Centre bezeichnetes Flüchtlingslager eröffnet, das für die Unterbringung von 3000 Migranten vorgesehen ist und als Pilotprojekt für weitere Lager auf den Inseln Leros, Lesbos, Kos und Chios dienen sollte. Die Errichtung zog Kosten von rund 43 Millionen Euro nach sich. Menschenrechtler kritisieren das Lager als „entmenschlichend“.
Am 30. Oktober 2020 verursachte ein Erdbeben der Stärke 7,0 MW Schäden auf der Insel.

## Wirtschaft
Landwirtschaftliche Erzeugnisse bilden nach wie vor die bedeutendste wirtschaftliche Grundlage. Zu den exportfähigen Produkten Wein (→ Samos (Wein)), Rosinen und Olivenöl kam im 20. Jahrhundert Tabak dazu. Besonders der verstärkte Anbau und die Weiterverarbeitung von Tabak führten zu einem Handelswachstum. Die Gerberei und Lederverarbeitung war für Karlovasi im ausgehenden 19. Jahrhundert bis in die 1930er Jahre der wichtigste Wirtschaftsfaktor. Durch die Gründung der Winzergenossenschaft von Samos (Ένωσης Οινοποιητικών Συνεταιρισμών Σάμου) im Jahr 1934 konnten zwei Kellereien errichtet werden. Die Jahre nach dem Zweiten Weltkrieg und dem anschließenden Bürgerkrieg bis in die Mitte der 1970er Jahre waren von einer starken Abwanderung in die großen städtischen Zentren sowie in europäische Länder und nach Übersee geprägt. Die Rückkehr ehemaliger Auswanderer und der aufkommende Tourismus seit Beginn der 1980er Jahre kehrten die demographische Entwicklung um. Die Einnahmen aus dem primären Sektor bilden die wichtigste Einkommensquelle der meisten Bewohner gefolgt vom saisonalen Einkommen aus dem Tourismus oder zusätzlichen Einkommen aus Handwerk und Handel. Die Brandkatastrophe 2000 führte neben Landflucht zu einer zunehmenden Arbeitslosigkeit und einer vorübergehenden Krise in Industrie, Handel und Tourismus.

### Tourismus

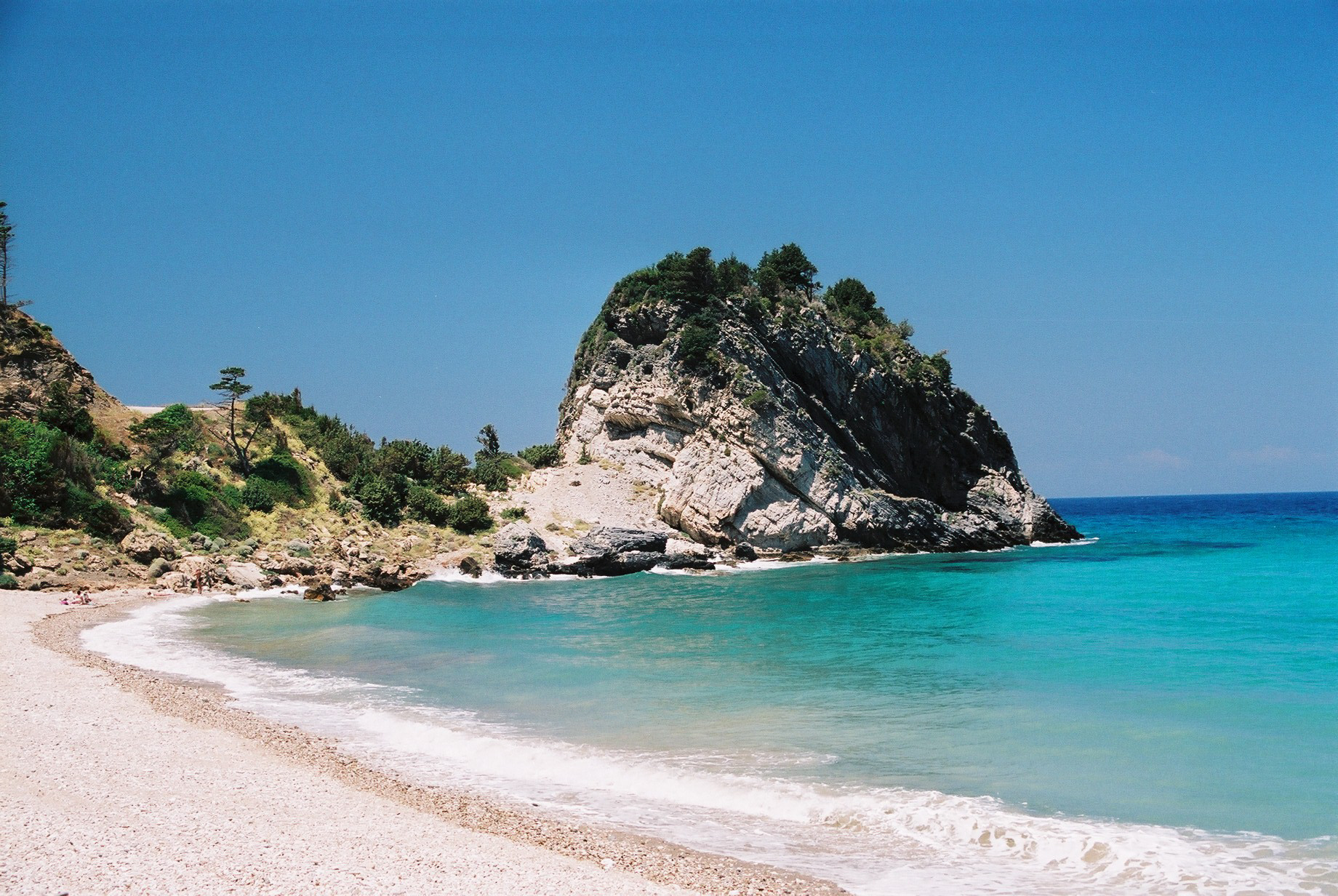
Potami-Bucht

Die Fertigstellung der Elektrifizierung in den 1960er Jahren sowie die Inbetriebnahme des Flughafens 1963 leiteten die Entwicklung des Tourismus ein. Die neuen Möglichkeiten führten seit den frühen 1970er Jahren zur unkontrollierten Entwicklung und Veränderung der wirtschaftlichen Ausrichtung der Inselbewohner. Die Saison dauert etwa sechs Monate von Ostern bis Mitte/Ende Oktober.
Ein stetiger Anstieg der ausländischen Gästezahlen war bis zum Ende des 20. Jahrhunderts zu verzeichnen, mit nahezu 160.000 Besuchern im Jahr 1999. Zwischen 2001 und 2005 war eine signifikante Reduzierung der Gästezahlen zu verzeichnen, sie erholten sich 2006 und liegen seit 2007 bei 130.000 Urlaubern jährlich. Den Großteil der ausländischen Besucher stellen Deutsche und Briten, gefolgt von Holländern, Schweden und Dänen. Bei allen Besuchern ist der Strandurlaub am beliebtesten, obwohl die Bademöglichkeiten im Vergleich zu anderen Ägäisinseln nicht zu den besten zählen. Das Tourismusangebot verteilt sich auf die Küstenregionen, mit zwei Zentren Pythagorio im Süden sowie Kokkari im Norden. Die Tourismusbetriebe beschränken sich auf klassische Angebote wie Gastronomie, Autovermietungen und Souvenirläden. Aufgrund der abwechslungsreichen Landschaft und der Geschichte bieten sich für den Sanften Tourismus diverse Möglichkeiten, dieser Bereich ist bisher gering entwickelt. Die bestehenden Wachstumschancen sind bekannt und sollen zunehmend entwickelt werden.
Ein beliebtes Souvenir aus Samos ist der Pythagoreische Becher.

## Verkehr
Mit dem Flughafen Samos-Aristarchos verfügt Samos über eine Anbindung an den nationalen und internationalen Flugverkehr. Tägliche innergriechische Linienverbindungen bestehen nach Athen und Thessaloniki. In den Sommermonaten gibt es zahlreiche Charterflugverbindungen mit Nord-, West- und Mitteleuropa.

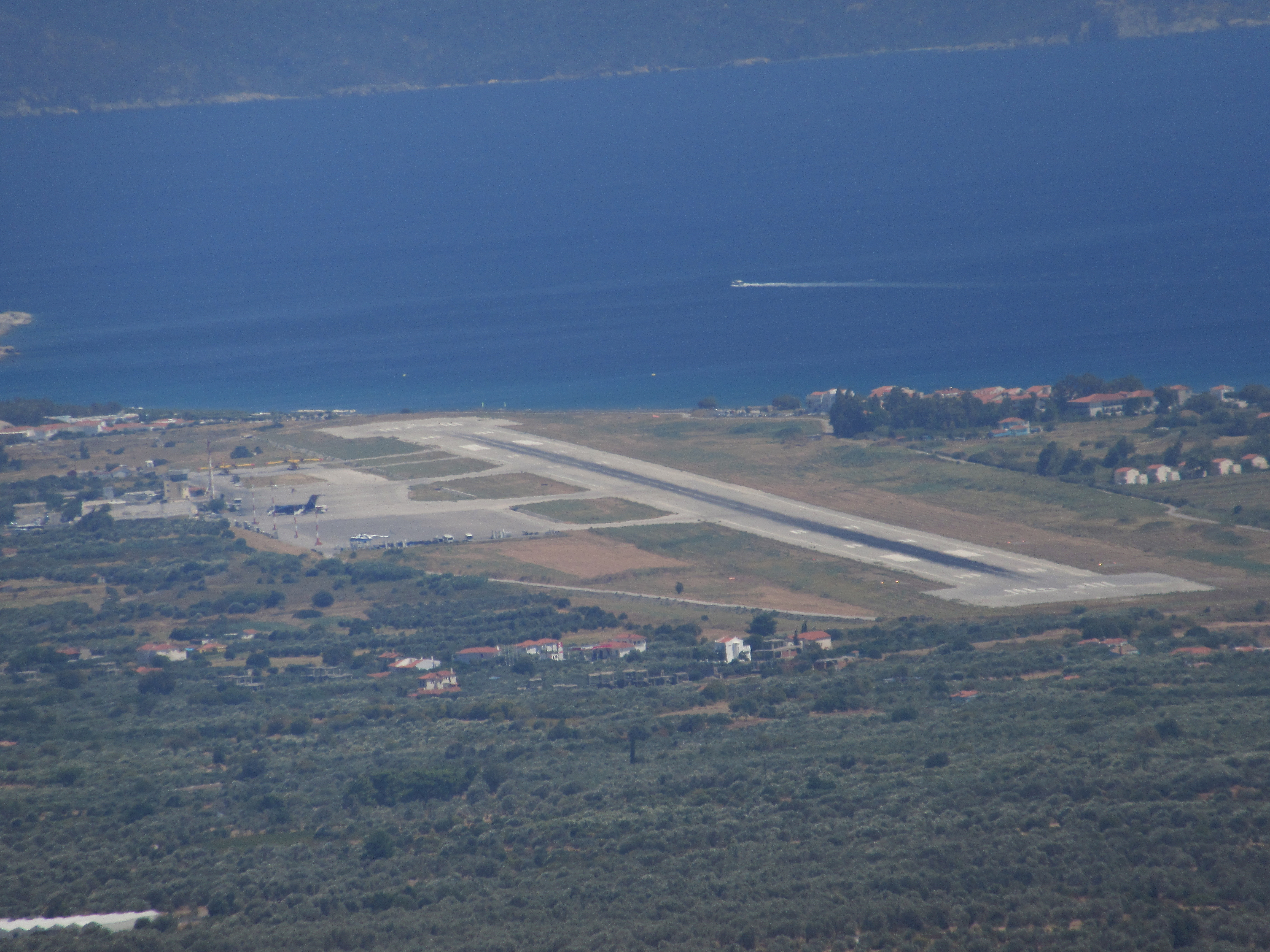
Flughafen Samos-Aristarchos

Fähren sind vor allem in den Sommermonaten ein häufig genutztes Verkehrsmittel, um die Insel zu erreichen oder zu verlassen – ab Ende Oktober fahren fast keine Fähren mehr. Die Fährverbindungen von Piräus mit Karlovasi oder Samos wird von Blue Star Ferries und Hellenic Seaways bedient. Weitere Verbindungen von der Stadt Samos gibt es in den Norden bis Kavala und in den Süden bis Rhodos. Zudem gibt es in den Sommermonaten eine tägliche Personenschiffverbindung zum benachbarten türkischen Kuşadası. Von Pythagorio bestehen Verbindungen zu den südlich gelegenen Inseln Dodekanes-Inseln wie Patmos und Kos. Die Marina von Phythagorio verfügt über 260 Liegeplätze.
Bereits seit 1920 verkehren öffentliche Busse. Mit der Gründung von KTEL Samou (ΚΤΕΛ Σάμου) 1950 und dem Anschluss an den KTEL-Verbund wurden die Verbindungen besser koordiniert. Zwischen den Hauptorten existieren heute täglich mehrere Verbindungen, abgelegene Orte wie Drakei werden nur einmal wöchentlich oder mit dem Schulbus angefahren.

## Archäologie und Architektur

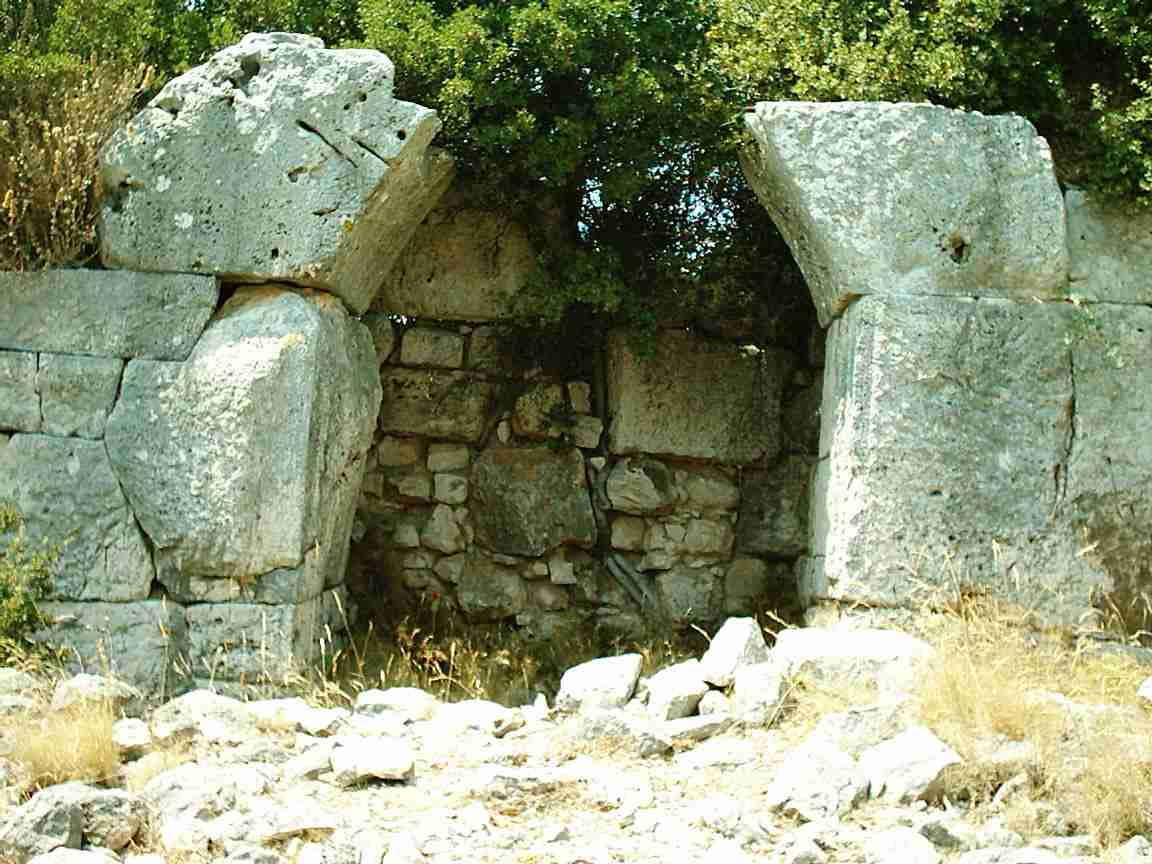
Tordurchlass der antiken Befestigungsanlage von Pythagorio, Samos

Samos ist reich an Ruinen antiker Baukunst.
Der Ort mit den mit Abstand meisten Überresten ist Pythagorio, die antike Stadt Samos mit ihren von Polykrates angelegten antiken Stadtmauern und Hafenanlagen, die Fundament der modernen Mole sind, sowie dem zur verdeckten Wasserversorgung gebauten Tunnel des Eupalinos. Dieser Tunnel wird fälschlicherweise des Öfteren den sieben antiken Weltwundern zugerechnet.
Ausgegraben ist auch das hellenistische Gymnasium der Stadt mit den Resten des dazugehörigen Stadions und der römischen Thermen.
In der Ebene vor der antiken Stadt liegt das Heraion, ein bedeutendes antikes Heiligtum, der Göttin Hera geweiht. Der früheste Altar wurde am Beginn des ersten Jahrtausends v. Chr. errichtet. Er wurde in der Folge immer weiter vergrößert, indem er von neuen Altarbauten ummantelt wurde. Der sog. Rhoikos-Altar, der achte in dieser Folge, ist einer der bedeutendsten griechischen Altäre. In ähnlicher Weise wurde der Heratempel in immer größeren Abmessungen mehrmals neu errichtet, der Tempel in der Form eines Dipteros aus der Zeit des Polykrates zählt zu den größten griechischen Tempeln. Die antiken Fundamente sind weitgehend erhalten und tragen eine noch stehende Säule.
Auf Samos sind einige Klöster und Sakralbauten sehenswert:

- Moni Timiou Stavrou (Heilig-Kreuz-Kloster)
- Kloster der Jungfrau Maria (Moní Megális Panagías)
- Kreuzkuppelkirche Agia Matrona
- Kloster und Höhlenkirche (Moní Panagia Spilianí)
- Moní Vrondá
- Höhlenkirche Makriní (Panagia Makriní)

## Bedeutende Persönlichkeiten
Neben dem Tyrannen Polykrates findet sich auf Samos auch die Wirkungsstätte des Philosophen und Mathematikers Pythagoras, der uns das abendländische Tonsystem beschert hat und nach dem auch der berühmte Satz des Pythagoras benannt ist. Pythagoras ist daher auf vielen mittelalterlichen Kirchenportalen mit dem Monochord abgebildet (siehe auch Pythagoras in der Schmiede). Die Stadt Tigani wurde 1955 zu Ehren des berühmten Mathematikers in Pythagoreio umbenannt. 1988 erhielt der Namensgeber der Stadt auf der Hafenmole ein Denkmal.
Ebenso wurde 341 v. Chr. der Philosoph Epikur auf Samos geboren.
Ein bekannter Sohn der Insel ist außerdem der Sklave Äsop, der für seine Fabeln berühmt wurde.
Der Astronom Aristarchos von Samos, dem die Geschichtsschreibung das erste heliozentrische Modell des Sonnensystems zuschreibt, lebte auch auf Samos.
Ebenso lebten der Historiker Herodot und der große Bildhauer und Erfinder Theodorus von Samos für eine Weile auf Samos.
Irenaios, Patriarch der Orthodoxen Kirche von Jerusalem, wurde als Emmanouil Skopelitis am 17. April 1939 auf Samos geboren. Er starb am 10. Januar 2023 in Athen und wurde auf dem Friedhof des Klosters Timíou Stavroú (Heilig-Kreuz-Kloster) auf Samos beigesetzt.

## Galerie

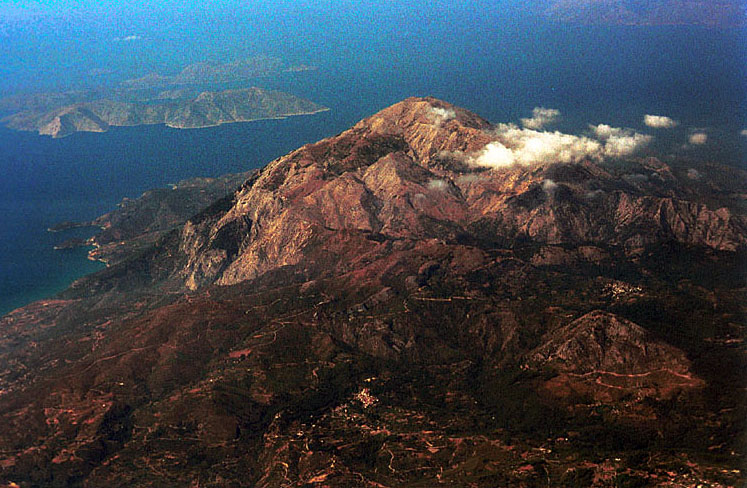
Luftbildaufnahme vom Gebirgsmassiv des Kerketéas im Westen von Samos, August 2002
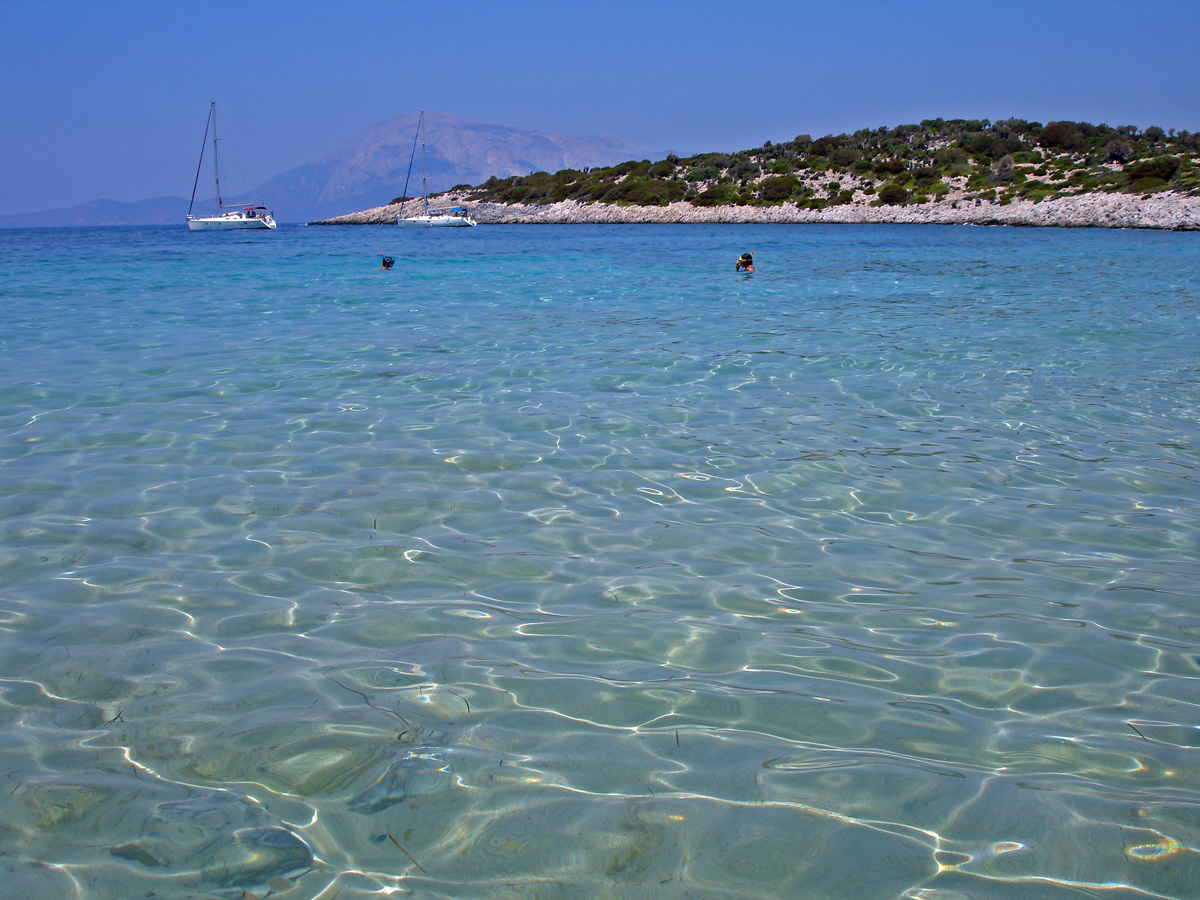
Psalida-Bucht
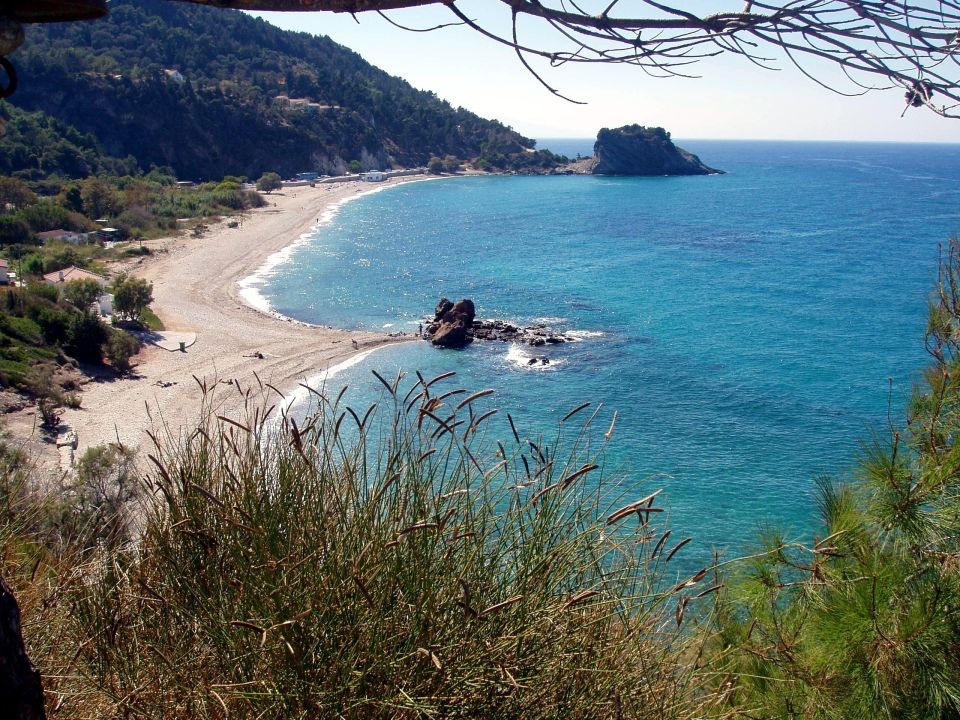
Idyllischer Strand bei Potami
Das Ehrenmal zu Ehren des Pythagoras in Pythagorio
Landschaft von Samos
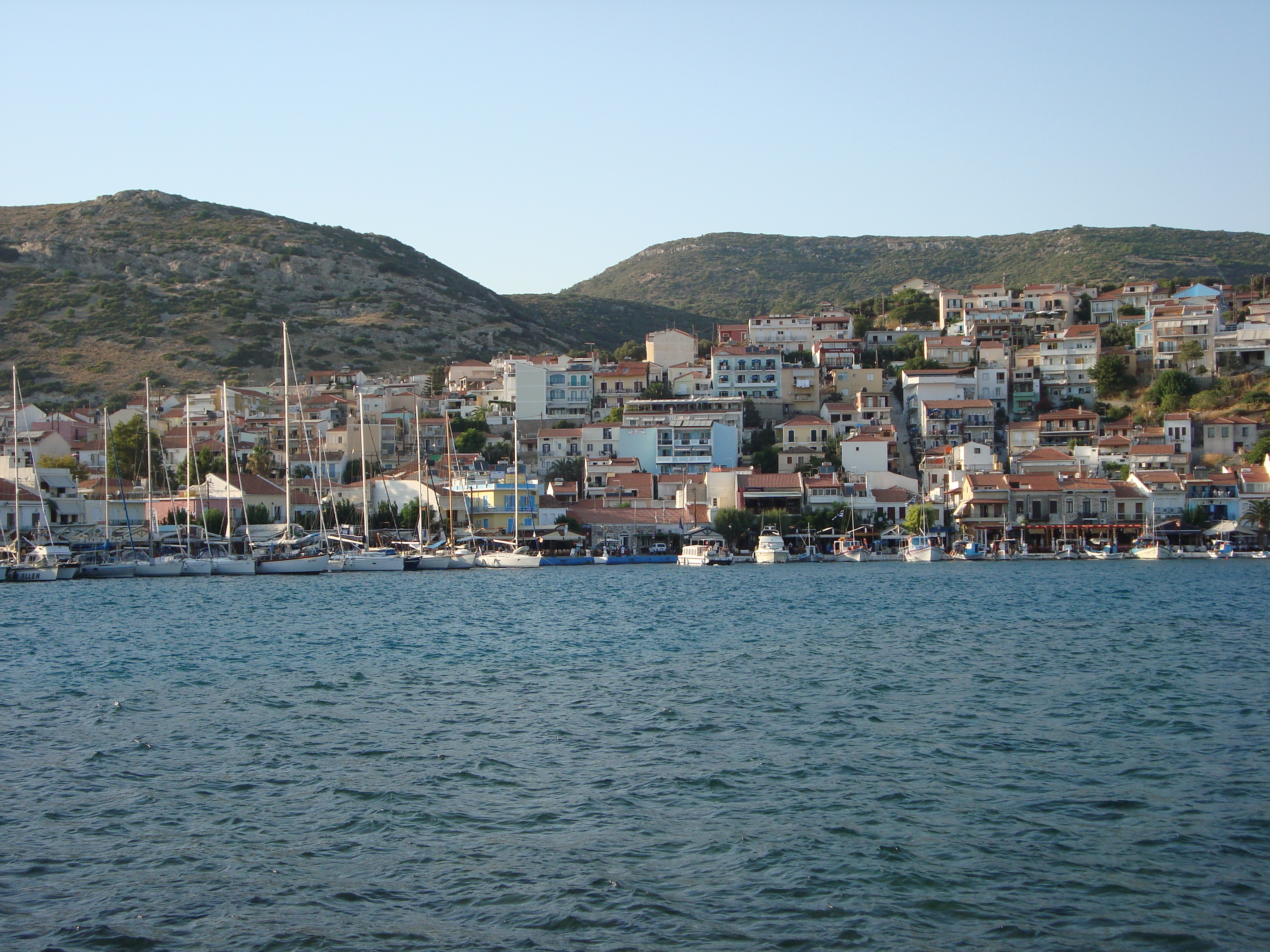
Pythagorio

### Numismatik
- John Penrose Barron: The Silver Coins of Samos. Athlone Press, London 1966.
- Percy Gardner: Samos and Samian Coins. MacMillan, London 1882 (forumancientcoins.com PDF; 1,9 MB).

### Geschichte
- Andreas Gutsfeld, Stefan Lehmann: Prozesse der Romanisierung auf Samos in der späten Republik (129 v. Chr. bis 31 v. Chr.), in: Th. G. Schattner, D. Vieweger, D. Wigg-Wolf (Hrsg.): Kontinuität und Diskontinuität, Prozesse der Romanisierung. Fallstudien zwischen Iberischer Halbinsel und Vorderem Orient. Rahden/Westf. 2019, S. 71–88.
- Wolfram Martini, Cornelius Steckner: Das frühbyzantinische Klostergut. Das Gymnasium von Samos. Habelt, Bonn 1993, ISBN 3-7749-2478-3.
- Christiane Goldenstedt: Albert Goldenstedt – ein Delmenhorster im antifaschistischen Widerstand (= Oldenburger Studien. Band 89). Isensee Verlag, Oldenburg 2019, ISBN 978-3-7308-1552-6.
- Ernst Meyer: Samos 2. In: Der Kleine Pauly (KlP). Band 4, Stuttgart 1972, Sp. 1534–1537 (zur antiken Geschichte, mit weiterführenden Literaturangaben).
- Hans-Peter Klausch: Die 999er. Von der Brigade „Z“ zur Afrika-Division 999: Die Bewährungsbataillone und ihr Anteil am antifaschistischen Widerstand. Röderberg-Verlag, Frankfurt am Main 1986, ISBN 3-87682-818-X.
- Katerina Kralova: Das Vermächtnis der Besatzung. Deutsch-griechische Beziehungen seit 1940. Bundeszentrale für politische Bildung, Bonn 2016, ISBN 978-3-7425-0004-5.
- Mark Mazower: Griechenland unter Hitler. Das Leben während der deutschen Besatzung 1941–1944. Fischer Verlag, Frankfurt am Main 2016, ISBN 978-3-10-002507-4.